# Грембошув (гмина)
Грембошув (пол. Gręboszów) — сельская гмина (волость) в Польше, входит как административная единица в Домбровский повет, Малопольское воеводство. Население — 3601 человек (на 2004 год).

## Демография
| Перепись                       | Всего   | Всего | Женщины | Женщины | Мужчины | Мужчины |
| ------------------------------ | ------- | ----- | ------- | ------- | ------- | ------- |
| Единицы                        | человек | %     | человек | %       | человек | %       |
| Население                      | 3601    | 100   | 1864    | 51,8    | 1737    | 48,2    |
| Плотность населения (чел./км²) | 74      | 74    | 38,3    | 38,3    | 35,7    | 35,7    |

## Сельские округа
1. Беняшовице
2. Бискупице
3. Борусова
4. Грембошув
5. Хубенице
6. Карсы
7. Козлув
8. Любичко
9. Окренг
10. Уйсце-Езуицке
11. Воля-Грембошовска
12. Воля-Желиховска
13. Запастерниче
14. Завежбе
15. Желихув

## Соседние гмины
1. Гмина Болеслав
2. Гмина Новы-Корчин
3. Гмина Олесно
4. Гмина Опатовец
5. Гмина Ветшиховице
6. Гмина Жабно